# یواخیم اهریخ
یواخیم اهریخ (آلمانی: Joachim Ehrig؛ زادهٔ ۲۱ فوریه ۱۹۴۷) قایقران روئینگ اهل آلمان است.
وی در مسابقات کشوری و بین‌المللی در مجموع برندهٔ ۱ مدال نقره، ۲ مدال برنز شده‌است.